# Fiquefleur-Équainville
Fiquefleur-Équainville é uma comuna francesa na região administrativa da Normandia, no departamento de Eure. Estende-se por uma área de 9,73 km². Em 2010 a comuna tinha 747 habitantes (densidade: 76,8 hab./km²).